# Riegerberg
Der Riegerberg ist ein 335 m ü. NHN hoher Berg in Hagen. Markant ist der Fernmeldeturm auf dem Gipfel. Am Berg verlaufen mehrere Wanderwege, unter anderem der Drei-Türme-Weg.

## Geographie

### Lage
Der Riegerberg liegt in Hagen im Landschaftsschutzgebiet Selbecke. Südlich liegt der Ortsteil Selbecke. Nordöstlich verläuft der Wehringhauser Bach. Außerdem liegt im Norden der Goldberg.

### Naturräumliche Zuordnung
Der Riegerberg gehört in der naturräumlichen Haupteinheitengruppe Süderbergland (33) in der Haupteinheit Westsauerländer Oberland (336) und in der Untereinheit Märkisches Oberland (3361) zum Naturraum Hagener Randhöhen (3361.1). Sein flacher Gipfel liegt in der Hesterthardt (3361.11).  Nach Süden fällt der Riegerberg in die Vörde-Selbecker Furche (3361.12) ab.